# 北條高政
北條高政（日语：／ Hōjō Takamasa，？—1334年7月）是日本鎌倉時代末期至南北朝時代北條氏一門，肥後守護。父親是金澤流出身，擔任鎮西探題的北條政顯。當赤橋流出身的北條守時成為執權後，高政便成為守時之弟同樣曾經擔任鎮西探題的北條英時的養子。

## 生涯
元弘3年（1333年）3月13日，高政原本作為肥後守護前往九州上任，但是在博多的鎮西探題館遭到宮方的菊池武時突襲，高政在兩日後趕抵，並且到達後翌日率領肥後國地頭和御家人等一同攻打菊池氏和阿蘇氏，最終在3月下旬攻陷菊池和阿蘇所在的鞍岡城（現宮崎縣五瀨町內）。
然而，九州眾人得知六波羅探題滅亡、鎌倉遭攻佔以及金澤流在內的北條氏一門滅亡的消息後，少貳氏和大友氏等相繼靠攏宮方，最終在5月鎮西探題被消滅，高政養父北條英時等人自殺。高政則與其弟糸田貞義詐降。
建武元年（1334年）1月，高政與領有豐前田川郡糸田庄（福岡縣田川郡糸田町）的貞義一同在北九州舉兵，召集北條殘黨進行大規模反擊。高政在豐前遠賀郡帆柱山城（福岡縣北九州市八幡西區）集合來自筑前和豐前的北條殘黨與以大友氏和少貳氏等為中心的鎮壓軍交戰達七個月，最終在七月被擊敗。其後，文獻再沒有高政的紀錄，雖然實際死亡年份不明，但是由於這年在鎌倉等地的北條殘黨均作出反抗，導致北條一族被一網打盡，北條高直等人在同年均被處死，因此推測高政亦很可能在同年死去。